# NGC 2440
NGC 2440 é uma nebulosa planetária na direção da constelação de Puppis. O objeto foi descoberto pelo astrônomo William Herschel em 1790, usando um telescópio refletor com abertura de 18,6 polegadas. Devido a sua moderada magnitude aparente (+9,4), é visível apenas com telescópios amadores ou com equipamentos superiores.